# Aizuwakamatsu, Fukushima
Aizuwakamatsu (会津若松市 (Hội Tân Nhược Tùng thị) Aizuwakamatsu-shi) là thành phố thuộc tỉnh Fukushima, Nhật Bản. Tính đến ngày 1 tháng 10 năm 2020, dân số ước tính thành phố là 117.376 người và mật độ dân số là 310 người/km2. Tổng diện tích thành phố là 383 km2.

## Địa lý

### Đô thị lân cận
- Fukushima
  - Kitakata
  - Aizubange
  - Yugawa
  - Bandai
  - Koriyama,
  - Inawashiro
  - Aizumisato
  - Shimogo
  - Ten’ei

### Khí hậu
| Dữ liệu khí hậu của Aizuwakamatsu, Fukushima | Dữ liệu khí hậu của Aizuwakamatsu, Fukushima | Dữ liệu khí hậu của Aizuwakamatsu, Fukushima | Dữ liệu khí hậu của Aizuwakamatsu, Fukushima | Dữ liệu khí hậu của Aizuwakamatsu, Fukushima | Dữ liệu khí hậu của Aizuwakamatsu, Fukushima | Dữ liệu khí hậu của Aizuwakamatsu, Fukushima | Dữ liệu khí hậu của Aizuwakamatsu, Fukushima | Dữ liệu khí hậu của Aizuwakamatsu, Fukushima | Dữ liệu khí hậu của Aizuwakamatsu, Fukushima | Dữ liệu khí hậu của Aizuwakamatsu, Fukushima | Dữ liệu khí hậu của Aizuwakamatsu, Fukushima | Dữ liệu khí hậu của Aizuwakamatsu, Fukushima | Dữ liệu khí hậu của Aizuwakamatsu, Fukushima |
| Tháng                                        | 1                                            | 2                                            | 3                                            | 4                                            | 5                                            | 6                                            | 7                                            | 8                                            | 9                                            | 10                                           | 11                                           | 12                                           | Năm                                          |
| -------------------------------------------- | -------------------------------------------- | -------------------------------------------- | -------------------------------------------- | -------------------------------------------- | -------------------------------------------- | -------------------------------------------- | -------------------------------------------- | -------------------------------------------- | -------------------------------------------- | -------------------------------------------- | -------------------------------------------- | -------------------------------------------- | -------------------------------------------- |
| Cao kỉ lục °C (°F)                           | 13.1 (55.6)                                  | 16.1 (61.0)                                  | 22.8 (73.0)                                  | 30.5 (86.9)                                  | 35.6 (96.1)                                  | 36.4 (97.5)                                  | 37.3 (99.1)                                  | 38.5 (101.3)                                 | 37.1 (98.8)                                  | 31.3 (88.3)                                  | 24.5 (76.1)                                  | 20.9 (69.6)                                  | 38.5 (101.3)                                 |
| Trung bình ngày tối đa °C (°F)               | 2.9 (37.2)                                   | 4.0 (39.2)                                   | 8.9 (48.0)                                   | 16.6 (61.9)                                  | 22.7 (72.9)                                  | 26.0 (78.8)                                  | 29.2 (84.6)                                  | 30.8 (87.4)                                  | 26.1 (79.0)                                  | 19.5 (67.1)                                  | 12.2 (54.0)                                  | 5.7 (42.3)                                   | 17.1 (62.7)                                  |
| Trung bình ngày °C (°F)                      | −0.3 (31.5)                                  | 0.1 (32.2)                                   | 3.7 (38.7)                                   | 10.1 (50.2)                                  | 16.2 (61.2)                                  | 20.5 (68.9)                                  | 24.0 (75.2)                                  | 25.2 (77.4)                                  | 20.8 (69.4)                                  | 14.1 (57.4)                                  | 7.4 (45.3)                                   | 2.2 (36.0)                                   | 12.0 (53.6)                                  |
| Tối thiểu trung bình ngày °C (°F)            | −3.4 (25.9)                                  | −3.5 (25.7)                                  | −0.7 (30.7)                                  | 4.3 (39.7)                                   | 10.3 (50.5)                                  | 15.9 (60.6)                                  | 20.1 (68.2)                                  | 20.8 (69.4)                                  | 16.6 (61.9)                                  | 9.8 (49.6)                                   | 3.3 (37.9)                                   | −0.9 (30.4)                                  | 7.7 (45.9)                                   |
| Thấp kỉ lục °C (°F)                          | −14.4 (6.1)                                  | −15.2 (4.6)                                  | −11.9 (10.6)                                 | −4.6 (23.7)                                  | −1.2 (29.8)                                  | 6.9 (44.4)                                   | 9.1 (48.4)                                   | 10.3 (50.5)                                  | 4.8 (40.6)                                   | −1.5 (29.3)                                  | −5.9 (21.4)                                  | −14.4 (6.1)                                  | −15.2 (4.6)                                  |
| Lượng Giáng thủy trung bình mm (inches)      | 102.4 (4.03)                                 | 69.2 (2.72)                                  | 77.5 (3.05)                                  | 63.1 (2.48)                                  | 75.8 (2.98)                                  | 108.6 (4.28)                                 | 196.4 (7.73)                                 | 139.1 (5.48)                                 | 124.0 (4.88)                                 | 112.6 (4.43)                                 | 75.5 (2.97)                                  | 108.7 (4.28)                                 | 1.252,9 (49.31)                              |
| Lượng tuyết rơi trung bình cm (inches)       | 121 (48)                                     | 90 (35)                                      | 41 (16)                                      | 3 (1.2)                                      | 0 (0)                                        | 0 (0)                                        | 0 (0)                                        | 0 (0)                                        | 0 (0)                                        | 0 (0)                                        | 1 (0.4)                                      | 72 (28)                                      | 328 (128.6)                                  |
| Số ngày giáng thủy trung bình (≥ 0.5 mm)     | 19.0                                         | 16.1                                         | 16.6                                         | 12.0                                         | 11.4                                         | 12.2                                         | 15.2                                         | 12.6                                         | 12.4                                         | 12.4                                         | 15.1                                         | 18.3                                         | 173.3                                        |
| Số ngày tuyết rơi trung bình                 | 27.6                                         | 23.8                                         | 17.5                                         | 4.1                                          | 0.0                                          | 0.0                                          | 0.0                                          | 0.0                                          | 0.0                                          | 0.1                                          | 7.0                                          | 22.4                                         | 102.5                                        |
| Độ ẩm tương đối trung bình (%)               | 82                                           | 79                                           | 74                                           | 67                                           | 67                                           | 73                                           | 79                                           | 77                                           | 79                                           | 80                                           | 83                                           | 84                                           | 77                                           |
| Số giờ nắng trung bình tháng                 | 78.0                                         | 99.0                                         | 144.0                                        | 172.0                                        | 201.2                                        | 165.3                                        | 156.9                                        | 195.1                                        | 141.8                                        | 122.1                                        | 89.1                                         | 67.1                                         | 1.631,6                                      |
| Nguồn 1: Cục Khí tượng Nhật Bản              |                                              |                                              |                                              |                                              |                                              |                                              |                                              |                                              |                                              |                                              |                                              |                                              |                                              |
| Nguồn 2: Cục Khí tượng Nhật Bản              |                                              |                                              |                                              |                                              |                                              |                                              |                                              |                                              |                                              |                                              |                                              |                                              |                                              |

## Giao thông

### Đường sắt
JR East – Tuyến Tây Banetsu
- Higashi-Nagahara – Hirota – Aizu-Wakamatsu – Dōjima

 JR East – Tuyến Tadami
- Aizu-Wakamatsu – Nanukamachi – Nishi-Wakamatsu –  Aizu-Hongō

 Aizu – Tuyến Aizu
- Nishi-Wakamatsu – Minami-Wakamatsu – Monden – Amaya – Ashinomaki-Onsen – Ōkawa-Dam-Kōen – Ashinomaki-Onsen-Minami

### Cao tốc/Xa lộ
- Cao tốc Ban-etsu – Bandai-Kawahigashi IC – Aizu-Wakamatsu IC
- Quốc lộ 49
- Quốc lộ 118
- Quốc lộ 121
- Quốc lộ 252
- Quốc lộ 294
- Quốc lộ 401